# Comté de Divide
Le comté de Divide est un comté du Dakota du Nord, aux États-Unis. Lors du recensement de 2010, la population s'élevait à 2071 habitants. Le siège du comté est Crosby.
Le comté du Divide a été formé à la suite du vote de novembre 1910 scindant le comté de Williams dont il faisait originellement partie en deux.

## Origines ancestrales
D‘après le statistical Atlas de 2018, les habitants se déclarent principalement d‘origine:
 Norvégienne: 49,4 %
 Allemande: 27,4 %
 Irlandaise: 13,4 %
 Suédoise: 6,5 %
 Française: 4,3 %
 Belge: 3 %

## Démographie
| 1910  | 1920  | 1930  | 1940  | 1950  | 1960  |
| ----- | ----- | ----- | ----- | ----- | ----- |
| 6 015 | 9 637 | 9 636 | 7 086 | 5 967 | 5 566 |

| 1970  | 1980  | 1990  | 2000  | 2010  | - |
| ----- | ----- | ----- | ----- | ----- | - |
| 4 564 | 3 494 | 2 899 | 2 283 | 2 071 | - |